# Candido Zerbi
Candido Zerbi (Oppido Mamertina, 18 novembre 1827 – Oppido Mamertina, 3 dicembre 1889) è stato un politico italiano.
Fu senatore del Regno d'Italia nella XVI legislatura.